# Papyrus 108
Papyrus 108 (nach Gregory-Aland mit Sigel {\displaystyle {\mathfrak {P}}}108 bezeichnet) ist eine frühe griechische Abschrift des Neuen Testaments.

## Beschreibung
Dieses Papyrusmanuskript des Johannesevangeliums enthält nur die Verse 17,23–24; 18,1–5. Mittels Paläographie wurde es auf das 3. Jahrhundert datiert.
Sie enthält itazistische Fehler in Johannes 17,23 (γεινωσκη statt γινωσκη).

## Text
Der griechische Text des Kodex repräsentiert den Alexandrinischen Texttyp. Der Text stimmt mit Codex Sinaiticus überein.

## Aufbewahrungsort
Die Handschrift wird zurzeit in der Bodleian Art, Archaeology and Ancient World Library unter der Signatur P. Oxy. 4447 in Oxford aufbewahrt.

### Abbildungen
- P.Oxy.LXIV 4447 von Papyrology at Oxford’s "POxy: Oxyrhynchus Online"
- Bild von {\displaystyle {\mathfrak {P}}}108 recto, Joh. 17,23-24
- Bild von {\displaystyle {\mathfrak {P}}}108 verso, Joh. 18,1-5

### Offizielle Registrierung
- „Fortsetzung der Liste der Handschriften“ Institut für Neutestamentliche Textforschung, Universität Münster. (PDF-Datei; 147 kB)